# فندق عشتار
فندق عشتار غراند كريستال (شيراتون سابقا) في بغداد، العراق. بني في عام 1982. هو ثاني أعلى بناية في العاصمة العراقية بعد برج المأمون، حيث يتألف من 16 طابق ويبلغ ارتفاعه 118 م فوق مستوى سطح البحر. والفندق يمتاز بالطابع المعماري البغدادي ويقع في جانب الرصافة ويعتبر من فنادق الدرجة الممتازة.
يحتوي الفندق على 310 غرفة إضافة لأكثر من 50 جناحا صغيرا وخاصا وبالإضافة إلى أجنحة رئاسية، كما يحتوي على قاعات خاصة لعقد المؤتمرات والاجتماعات، ومسبحا وكافتريا وحمامات بخار وصالونات تجميل ويطل على نهر دجلة.

## معرض صور

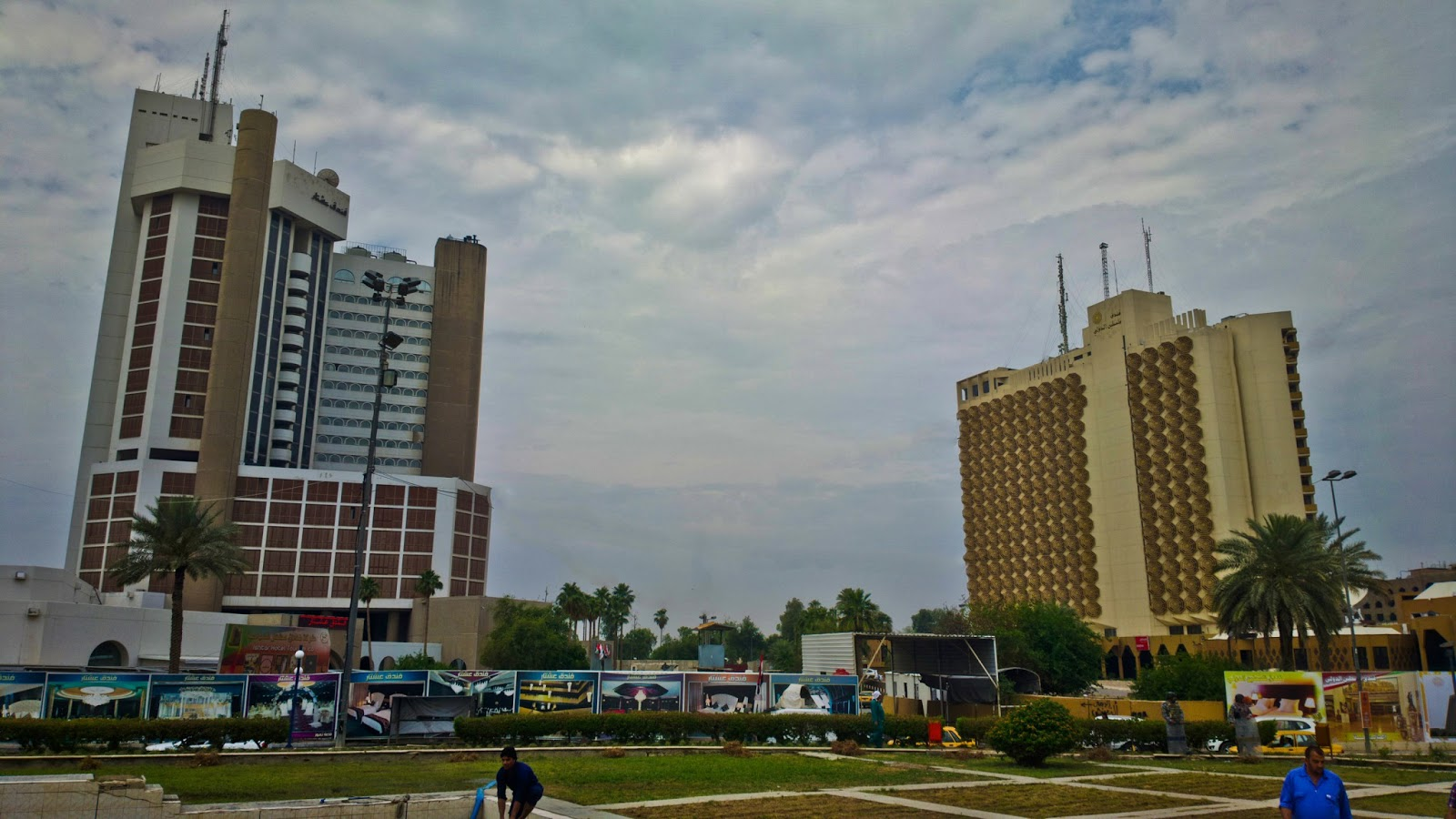
مبنى فندق عشتار شيراتون ومبنى فندق فلسطين ميريديان في بغداد، في العراق
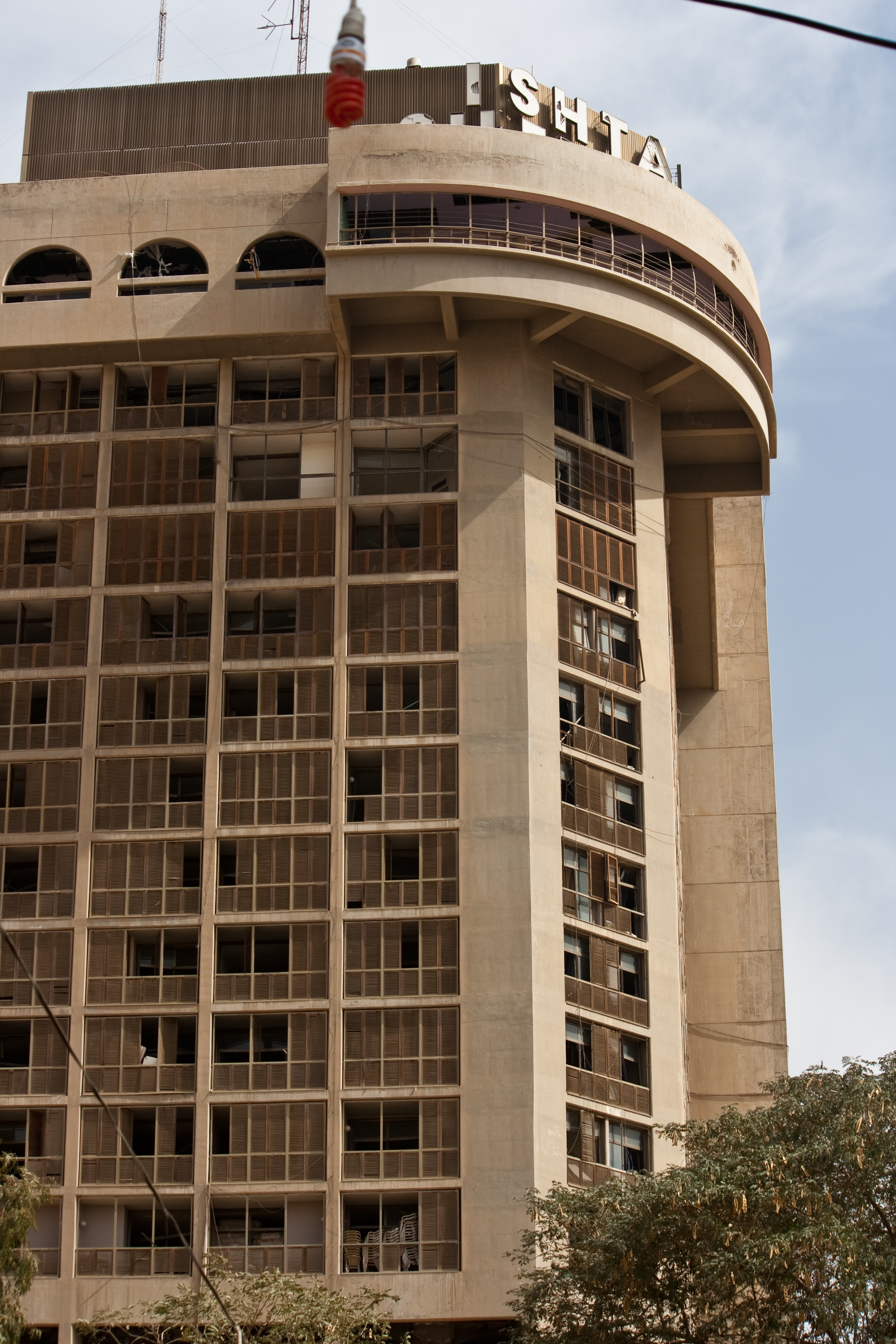
فندق عشتار شيراتون في بغداد، العراق
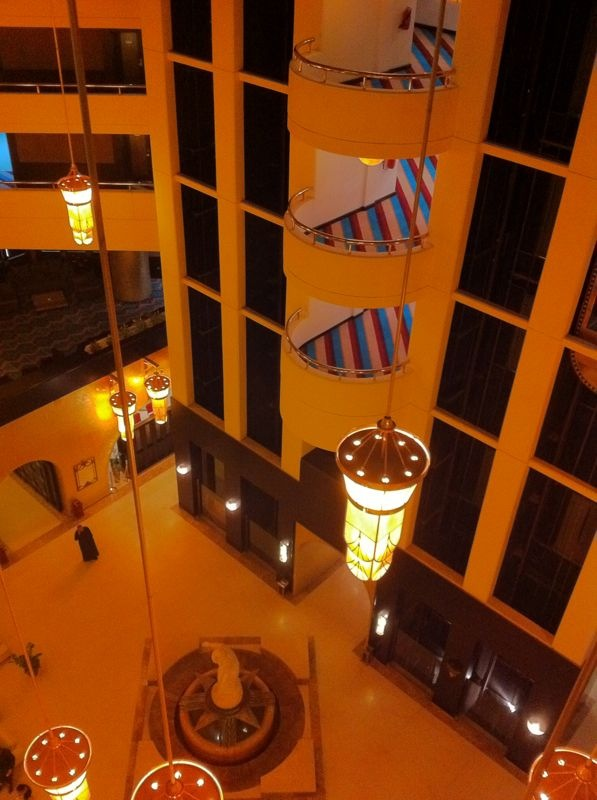
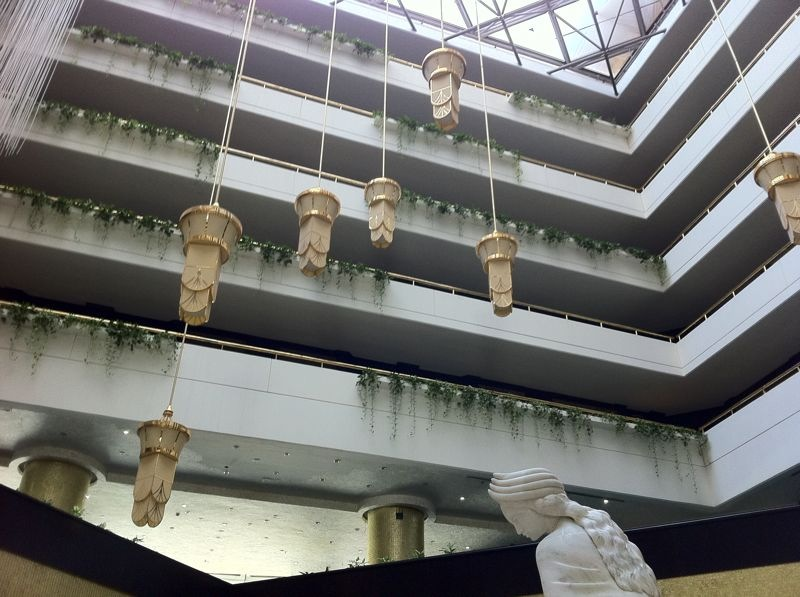

- 1=القاعة الداخلية لصالة فندق عشتار شيراتون في بغداد، العراق
- 1=فندق في بغداد